# ماکو (صداپیشه)
ماکو (انگلیسی: Mako; ۷ اکتبر ۱۹۸۶ – ) بازیگر، صداپیشه، و خواننده اهل ژاپن بود.